# Dasychira sakaraha
Dasychira sakaraha är en fjärilsart som beskrevs av Collenette 1959. Dasychira sakaraha ingår i släktet Dasychira och familjen tofsspinnare. Inga underarter finns listade i Catalogue of Life.